# Rob Groot
Rob Groot (Zaandijk, 20 juni 1947) is een Nederlands voormalig voetballer, die onder andere uitkwam voor FC Zaanstreek, Telstar en RCH. Zijn voetbalcarrière begon veelbelovend, in zijn jeugdjaren was hij steevast topscorer, maar verder dan enkele betaald voetbalwedstrijden in het seizoen 1970/71 kwam hij niet. Na dat seizoen keerde hij terug naar de amateurs van KFC.

## Carrièrestatistieken
| Seizoen         | Club            | Land            | Competitie       | Competitie | Competitie | Beker | Beker | Internationaal | Internationaal | Overig | Overig | Totaal | Totaal |
| Seizoen         | Club            | Land            | Competitie       | Wed.       | Dlp.       | Wed.  | Dlp.  | Wed.           | Dlp.           | Wed.   | Dlp.   | Wed.   | Dlp.   |
| --------------- | --------------- | --------------- | ---------------- | ---------- | ---------- | ----- | ----- | -------------- | -------------- | ------ | ------ | ------ | ------ |
| 1965/66         | FC Zaanstreek   | Nederland       | Tweede divisie A | 0          | 0          | 0     | 0     | –              | –              | 0      | 0      | 0      | 0      |
| 1966/67         | FC Zaanstreek   | Nederland       | Eerste divisie A | 0          | 0          | 0     | 0     | –              | –              | 0      | 0      | 0      | 0      |
| 1967/68         | Telstar         | Nederland       | Eredivisie       | 0          | 0          | 0     | 0     | –              | –              | 0      | 0      | 0      | 0      |
| 1968/69         | Telstar         | Nederland       | Eredivisie       | 0          | 0          | 0     | 0     | –              | –              | 0      | 0      | 0      | 0      |
| 1969/70         | Telstar         | Nederland       | Eredivisie       | 0          | 0          | 0     | 0     | –              | –              | 0      | 0      | 0      | 0      |
| 1970/71         | RCH             | Nederland       | Tweede divisie   | 5          | 0          | –     | 0     | –              | –              | 0      | 0      | –      | 0      |
| Carrière totaal | Carrière totaal | Carrière totaal | Carrière totaal  | 5          | 0          | –     | 0     | 0              | 0              | 0      | 0      | –      | 0      |

## Trivia
- Ook zijn broers Cees en Henk waren profvoetballers.